# Anna Bonaiuto
Anna Bonaiuto (Latisana, 28 de enero de 1950) es una actriz italiana. Ha aparecido en alrededor de cincuenta producciones de cine y televisión desde 1973, cuando debutó en la película Amor y anarquía. Protagonizó la película L'amore molesto, que compitió en el Festival de Cannes de 1995.

## Filmografía
- 1973 -	Amor y anarquía
- 1977 -	Una spirale di nebbia, de Eriprando Visconti
- 1989 -	Donna d'ombra
- 1990 -	La puta del rey (La putain du roi), de Axel Corti
- 1992 -	Fratelli e sorelle
- 1992 -	Muerte de un matemático napolitano (Morte di un matematico napoletano), de Mario Martone
- 1993 -	Dove siete? Io sono qui
- 1993 -	Giovanni Falcone
- 1994 -	Il Postino, de Michael Radford y Massimo Troisi
- 1995 -	L'amore molesto
- 1997 -	I vesuviani
- 1998 -	Teatro di guerra
- 1998 -	Prima la musica, poi le parole
- 2006 -	Il caimano, de Nanni Moretti
- 2007 -	Mio fratello è figlio unico, de Daniele Luchetti
- 2007 -	La ragazza del lago
- 2008 -	Bianco e nero, de Cristina Comencini
- 2008 -	Il divo, de Paolo Sorrentino
- 2010 -	Io, loro e Lara
- 2010 -	Noi credevamo
- 2012 -	Il peggior Natale della mia vita
- 2013 -	Viva la libertà
- 2014 -	Buoni a nulla
- 2015 -	Banana
- 2017 -	Mamma o papà, de Riccardo Milani
- 2017 -	Napoli velata, de Ferzan Özpetek
- 2018 -	Loro, de Paolo Sorrentino
- 2019 -	Il colpo del cane, de Fulvio Risuleo
- 2023 -	Tres pisos, de Nanni Moretti

## Premios y distinciones
Festival Internacional de Cine de Venecia
| Año  | Categoría                               | Película                | Resultado |
| ---- | --------------------------------------- | ----------------------- | --------- |
| 1993 | Copa Volpi a la mejor actriz de reparto | Dove siete? Io sono qui | Ganadora  |